# Гринюка Богдан Михайлович
Богдан Михайлович Гринюка (нар. 2 травня 1990, с. Крогулець, Тернопільська область) — український науковець, історик, археолог, краєзнавець, кандидат історичних наук (2016). Член НТШ (2024).

## Життєпис
Богдан Гринюка народився 2 травня 1990 року в селі Крогульці Гусятинського району Тернопільської области України.
Закінчив історичний факультет (2012; диплом магістра з відзнакою; спеціальність — історія) та аспірантуру катедри стародавньої та середньовічної історії (2015) Тернопільського національного педагогічного університету імені Володимира Гнатюка. Працював учителем Тернопільської спеціалізованої школи № 3 (2012—2013), нині — учитель Тернопільської загальноосвітньої школи № 22 (з 2013) та старший науковий співробітник Історико-культурного заповідника «Давній Пліснеськ» (від 2015).
У 2019—2022 роках розробив і читав два курси лекцій «Організація пошуково-дослідницької роботи з дітьми старшого шкільного віку» та «Організація написання науково-дослідницьких робіт» у системі неперервної післядипломної освіти при Тернопільському комунальному методичному центрі науково-освітніх інновацій та моніторингу[джерело?].
Від вересня 2023 року є керівником секції «Археологія» Тернопільського обласного комунального територіального відділення Малої академії наук України[джерело?].

### Наукова діяльність
У 2016 році захистив кандидатську дисертацію «Науково-педагогічна та мистецтвознавча діяльність Івана Старчука (1894—1950 рр.)».
Брав активну участь в археологічних експедиціях:
- Пліснеська археологічна експедиція Інституту археології Львівського національного університету імені Івана Франка (2008—2016);
- Західноподільська археологічна експедиція Інституту археології Львівського національного університету імені Івана Франка (дослідження городища Лошнів — 2008; дослідження городища Лисичники — 2009, 2011) Тернопільська область;
- з дослідження слов’янського городища поблизу с. Кровинка (2014, Тернопільський р-н Тернопільська область);
- археологічні обстеження пам’яток навколо городища  ранньозалізного віку с. Тудорів Чортківський р-н Тернопільська обл. (2015 р.)
- археологічна експедиція у північній частині Пліснеського археологічного комплексу (з 2015 р.).

Сфера наукових інтересів: історія України (ХХ ст.), археологія, краєзнавство, історія Підгорецького монастиря. Автор та співавтор понад 110 наукових праць.
Праці
- Викладацька діяльність Івана Старчука (1921–1950 рр.; 2013)[4];
- Співпраця Івана Старчука з журналом «Kwartalnik klasyczny» (1929–1934 рр.; 2014)[5];
- Іван Старчук — митець, мистецтвознавець, рецензент і критик (2014)[6];
- Наукова діяльність Івана Старчука у Львівському університеті (1939–1950 рр.; 2014)[7];
- Співпраця Івана Старчука з журналом «Filomata» (2014)[8];
- Музейна діяльність Івана Старчука (1930–1950 рр.; 2014)[9];
- Співпраця Івана Старчука з журналом «Przeglad klasyczny» (1935–1939 рр.; 2014)[10];
- Іван Старчук — учень Вільної академії мистецтв та мистецької школи Олекси Новаківського (до 120-ліття з дня народження; 2014)[11];
- Педагогічна діяльність Івана Старчука у міжвоєнний період (1921–1939 рр.; 2015)[12];
- Сакральне мистецтво у творчості Івана Старчука (2015)[13];
- Іван Старчук — дослідник Галича (2015)[14];
- Житлові та господарські будівлі на дитинці літописного Пліснеська (за матеріалами І. Старчука; 2015)[15];
- Співпраця Івана Старчука з журналом «Filomata» (1935–1938 рр.; 2015)[16];
- Дитинство, юність та навчання Івана Старчука (2015)[17];
- Науково-педагогічна та мистецтвознавча діяльність І. Старчука: історіографічний огляд (2015)[18];
- Окремі нотатки з історії храму святої Великомучениці Параскеви та греко-католицької громади села Крогулець (XVIII — кінець XX ст.; 2016)[19];
- Історія храму св. Володимира Великого у с. Крогулець на Тернопільщині (2016)[20];
- Науково-педагогічна та мистецтвознавча діяльність І. Старчука (1894–1950 рр.): джерелознавчий аналіз (2016)[21];
- Вплив громадських та наукових діячів на світогляд І. Старчука (1894–1950 рр.; 2016)[22];
- Дослідження І. Старчука на Пліснеському городищі в 1948 р. (2016)[23];
- Релігійне життя в селі Крогулець на Тернопільщині (1946–1989 рр.; 2016)[24];
- Науково-педагогічна та мистецтвознавча діяльність Івана Старчука (1894–1950 рр.; 2016)[3];
- Земельна власність Підгорецького монастиря на початку ХХ ст. (1900–1914 рр.; 2017)[25];
- Діяльність Згромадження сестер мироносиць в Підгорецькому монастирі міжвоєнного періоду (2017)[26];
- Діяльність ОУН та УПА в селі Крогулець упродовж 1941–1945 рр. (2017)[27];
- Розвиток бджільництва в Підгорецькому монастирі (2017)[28];
- Діяльність отця Юліана Івана Дація — ігумена Підгорецького монастиря (1920–1932 рр.; 2017)[29];
- Коцюбинці та Чагарі: історико-краєзнавчий нарис (2019)[30].

## Нагороди
- нагрудний знак міського голови Тернополя (28 серпня 2023) — за заслуги перед містом Тернополем[джерело?].